# Schachtanlage Pattberg
Die Schachtanlage Pattberg war ein Steinkohlen-Bergwerk in Moers.

## Geschichte

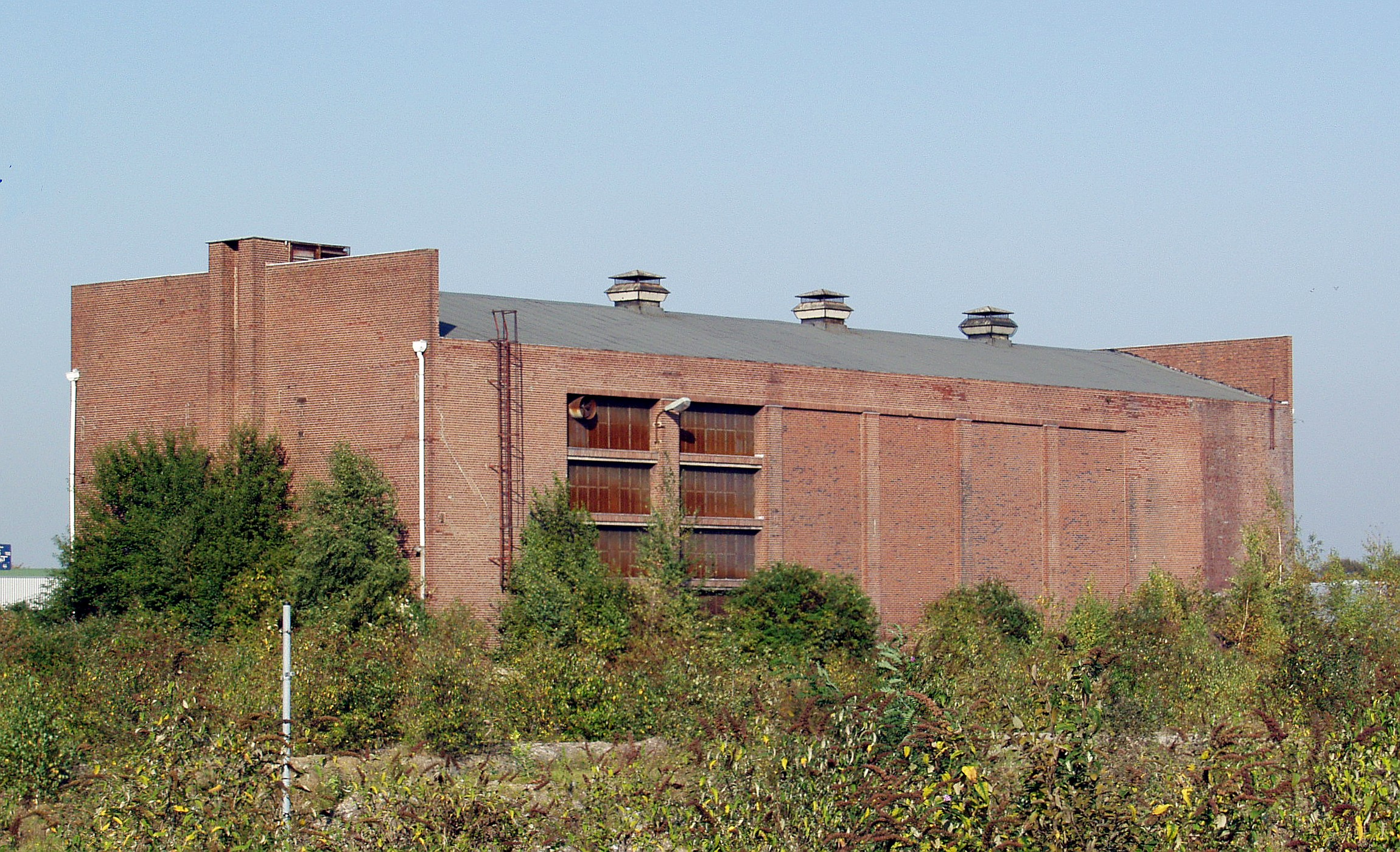
Fördermaschinenhaus

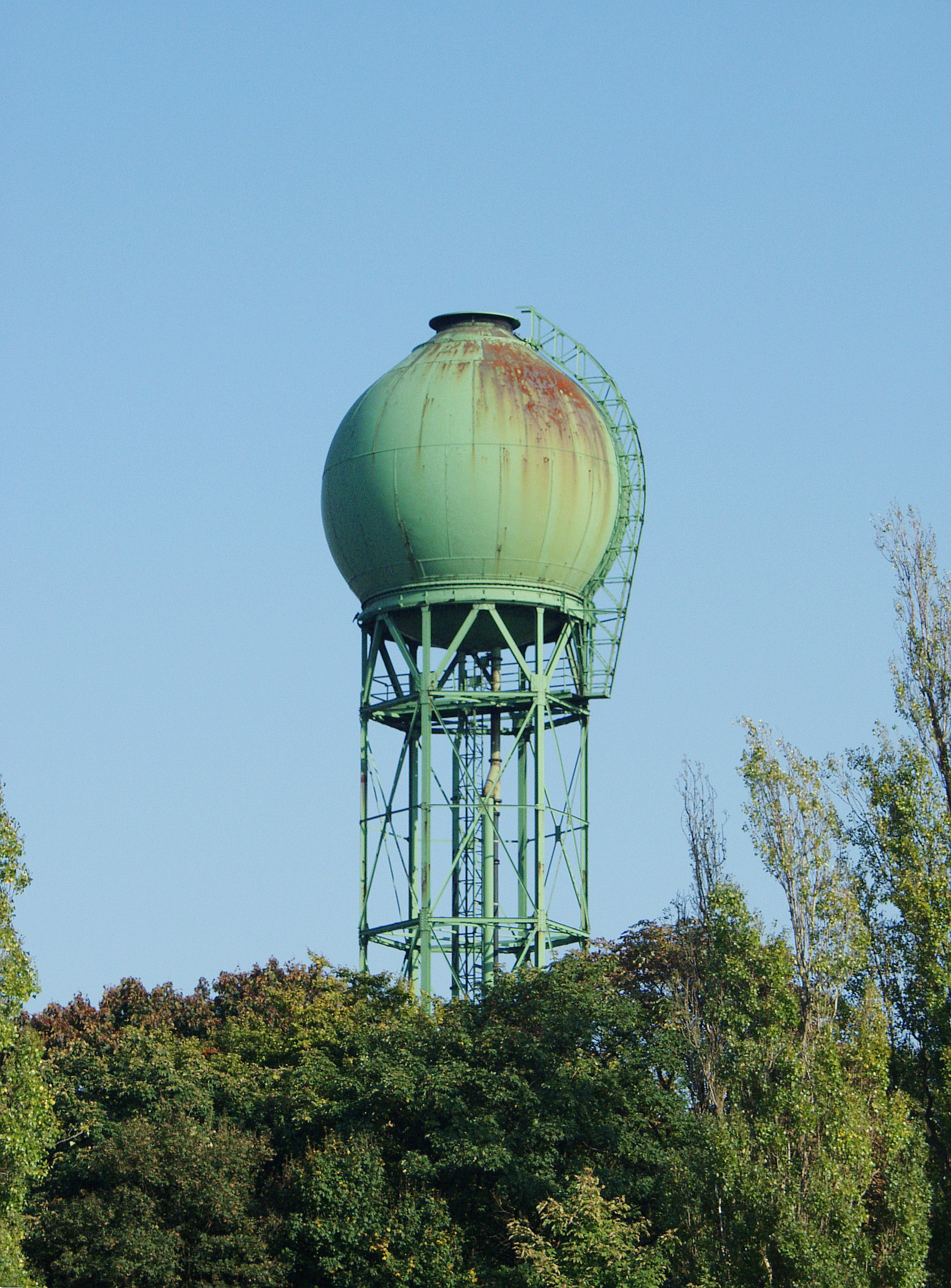
Wasserturm der Bauart „Klönne“

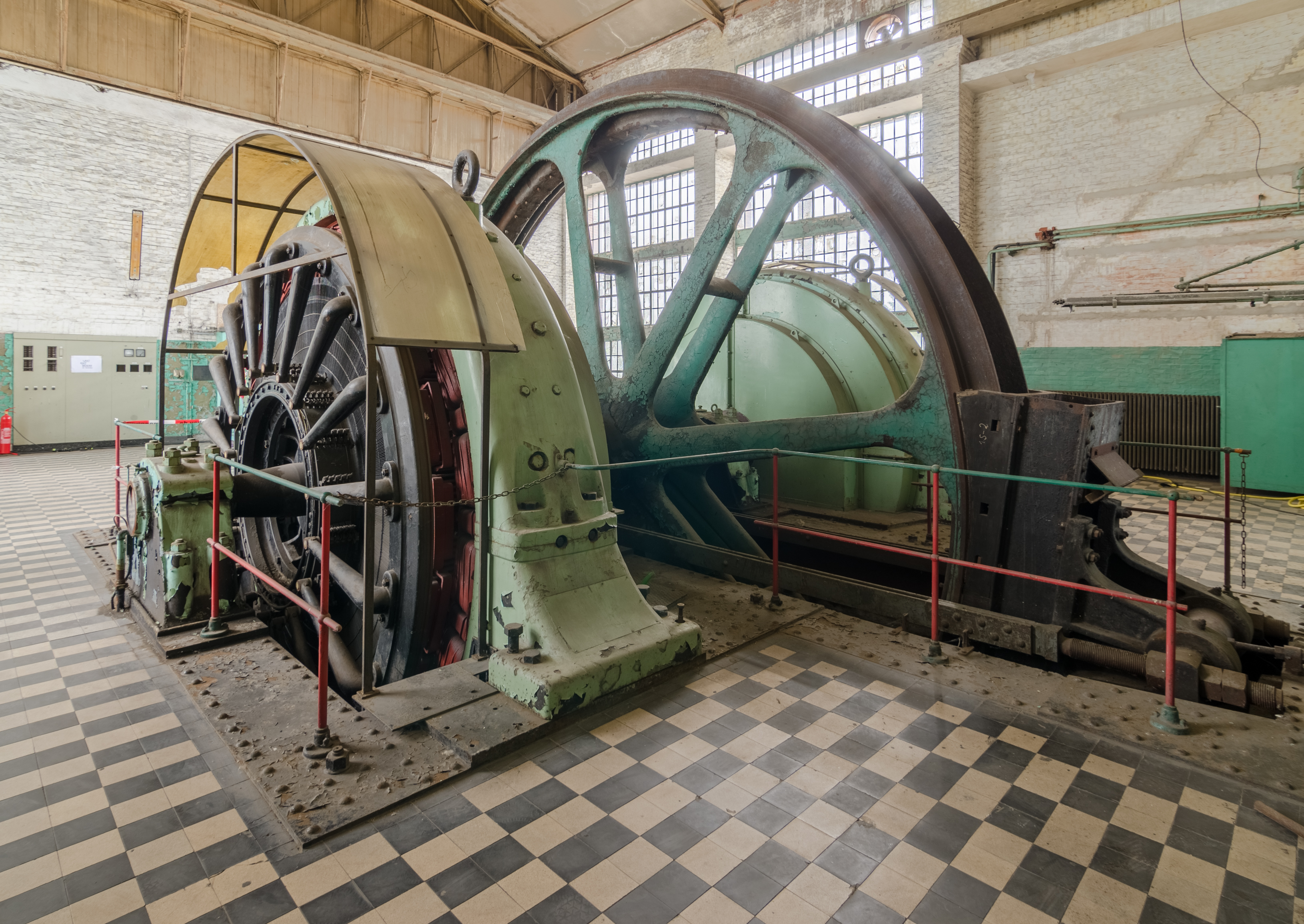
Denkmalgeschützte elektrische Fördermaschine (1911) in der Maschinenhalle

Nach dem Ersten Weltkrieg wurde in Rheinkamp-Repelen (heute Moers) die Schachtanlage „Rheinpreußen 6/7“ als nördlichste Anschlussanlage der Zeche Rheinpreußen angelegt. Von dieser Schachtanlage sollte der Aufschluss der „Rheinland“-Felder im nördlichen Grubenfeld der Gewerkschaft Rheinpreußen vorgenommen werden.
1922 begann das Abteufen des Schachtes 6, der 1927 provisorisch in Betrieb genommen werden konnte. 1927 wurde direkt neben Schacht 6 der Schacht 7 begonnen, der 1934 fertiggestellt wurde. 1932 wurde über Schacht 6 ein Doppelstreben-Fördergerüst in Vollwandbauweise errichtet, um der zu erwartenden Förderung die notwendigen Kapazitäten zu bieten. Über Schacht 7 entstand ein zweigeschossiges Strebengerüst in Vollwandbauweise.
Die Schachtanlage wurde 1927 zu Ehren von Heinrich Pattberg, dem früheren technischen Direktor der Gewerkschaft Rheinpreußen, in Pattbergschächte umbenannt. Daher bürgerte sich auch im offiziellen Sprachgebrauch die Bezeichnung Pattberg 1/2 für Rheinpreußen 6/7 ein. Mit der Inbetriebnahme galt die Schachtanlage als modernste Zeche Kontinentaleuropas.
Die wesentlichsten Bauten der Anlage waren: zwei Fördergerüste, drei Fördermaschinenhäuser, eine Kohlenwäsche, ein Wasserturm, ein Salzlager sowie eine kleinere Kokerei mit Ammoniak-Fabrik. Architekten der monumentalen Industriebauten waren Karl Wach und Heinrich Rosskotten (Düsseldorf). Das ursprünglich ebenfalls auf diesem Gelände geplante Treibstoffwerk Rheinpreußen wurde schließlich stattdessen auf der Schachtanlage Rheinpreußen 5/9 errichtet.
Die Schachtanlage entwickelte sich wirtschaftlich sehr gut. Nach dem Zweiten Weltkrieg wurde die alte Kokerei durch eine moderne Zentralkokerei mit 170 Öfen ersetzt. Diese sollte später erweitert werden, was allerdings durch die dann einsetzende Kohlekrise verhindert wurde.
Die Schachtanlage Pattberg, die jährlich 2,2 Millionen Tonnen Steinkohle förderte und 900.000 Tonnen Koks erzeugte, wurde 1968 mit den anderen Rheinpreußen-Schächten in die neu gegründete Ruhrkohle AG eingebracht. Ab 1969 bildete sie mit der Kamp-Lintforter Schachtanlage Rossenray die Werksdirektion Pattberg/Rossenray. Diese wurde schließlich 1971 mit der Schachtanlage Rheinpreußen 5/9 zum Verbundbergwerk Rheinland zusammengefasst.

## Zustand nach der Stilllegung
Nach der 1993 erfolgten Stilllegung der Schachtanlage Pattberg blieben von den Betriebsanlagen lediglich der Wasserturm, die große Rohkohlenmischhalle, das östliche Fördermaschinenhaus von Schacht 1 sowie wenige Nebengebäude erhalten. Die erhofften Gewerbeansiedlungen erfolgten bislang sehr zaghaft.
Die Halde Pattberg in Moers-Repelen, die Halde Norddeutschland in Neukirchen-Vluyn und die Halde Rheinpreußen in Moers-Meerbeck sind öffentlich zugänglich und Stationen einiger Fahrradrouten. Auf letzterer steht weithin sichtbar ein Aussichtsturm in Form einer großen roten Grubenlampe, genannt „Das Geleucht“.